# Leonél Pereira de Alencar Neto
Leonél Pereira de Alencar Neto, noto semplicemente come Leonél (Fortaleza, 24 gennaio 1951), è un ex giocatore di calcio a 5 brasiliano.

## Carriera
Utilizzato nel ruolo di esterno, Leonel ha giocato a livello di club nel Sumov Atlético Clube, formazione che ha costituito l'ossatura portante della nazionale brasiliana del 1982. In nazionale ha partecipato all'inaugurale campionato mondiale in Brasile nel 1982 dove la nazionale verdeoro vinse il titolo di campione del mondo.